# Геологическая информация
Геологическая информация — данные о геологическом строении недр, составе, свойствах и условиях залегания горных пород, полезных ископаемых, подземных вод и других геологических образований, геофизических и геохимических полях, геологических процессах, экологическом состоянии геологической среды, количестве и качестве запасов полезных ископаемых, их добыче, а также материалы о результатах геологического изучения, воспроизводства и использования недр.

## Описание
Геологическая информация подразделяется на первичную и вторичную:
- К первичной информации относятся: геодезические координаты пунктов наблюдений и опробования; керн скважин и образцы каменного материала; журналы полевых наблюдений, документации и опробования; результаты анализов проб и испытаний минерального сырья; записи геофизических наблюдений и другие.
- К вторичной относятся виды информации, полученные в результате обработки, интерпретации, анализа или обобщения первичных данных: геологические отчёты и графические приложения к ним, изданные карты и объяснительные записки к ним, цифровые карты геологического содержания и постоянно действующие модели, банки и базы данных по минеральным ресурсам, мониторингу геологической среды, геофизике и недропользованию и другие.

Историческая геологическая информация по территории СССР была впервые собрана Комиссией по геологической изученности СССР (КОГИ), которая 1961—1992 годах опубликовала 52 тома (состоящих из 1050 книг) «Геологическая изученность СССР» охватившую всю территорию СССР с 1800 по 1980-е года.